# Francisco Napier de Lencastre
Francisco Naper de Lencastre foi governador do Rio de Janeiro entre 1689 e 1690, nomeado por Carta Régia de 8 de fevereiro de 1689. Fora governador da Colônia do Sacramento.